# Palędzie (osada leśna)
Palędzie – osada leśna w Polsce położona w województwie wielkopolskim, w powiecie poznańskim, w gminie Dopiewo.
W latach 1975–1998 miejscowość administracyjnie należała do województwa poznańskiego.